# Shelfordina robertsi
Shelfordina robertsi är en kackerlacksart som beskrevs av Roth, L. M. 1990. Shelfordina robertsi ingår i släktet Shelfordina och familjen småkackerlackor. Inga underarter finns listade i Catalogue of Life.